# Liste der Einträge im National Register of Historic Places im Matanuska-Susitna Borough
Die Liste der Registered Historic Places im Matanuska-Susitna Borough führt alle Bauwerke und historischen Stätten im Matanuska-Susitna Borough des US-Bundesstaates Alaska auf, die in das National Register of Historic Places aufgenommen wurden.

## Glennallen
- Tangle Lakes Archeological District (Boundary Decrease)

## Palmer

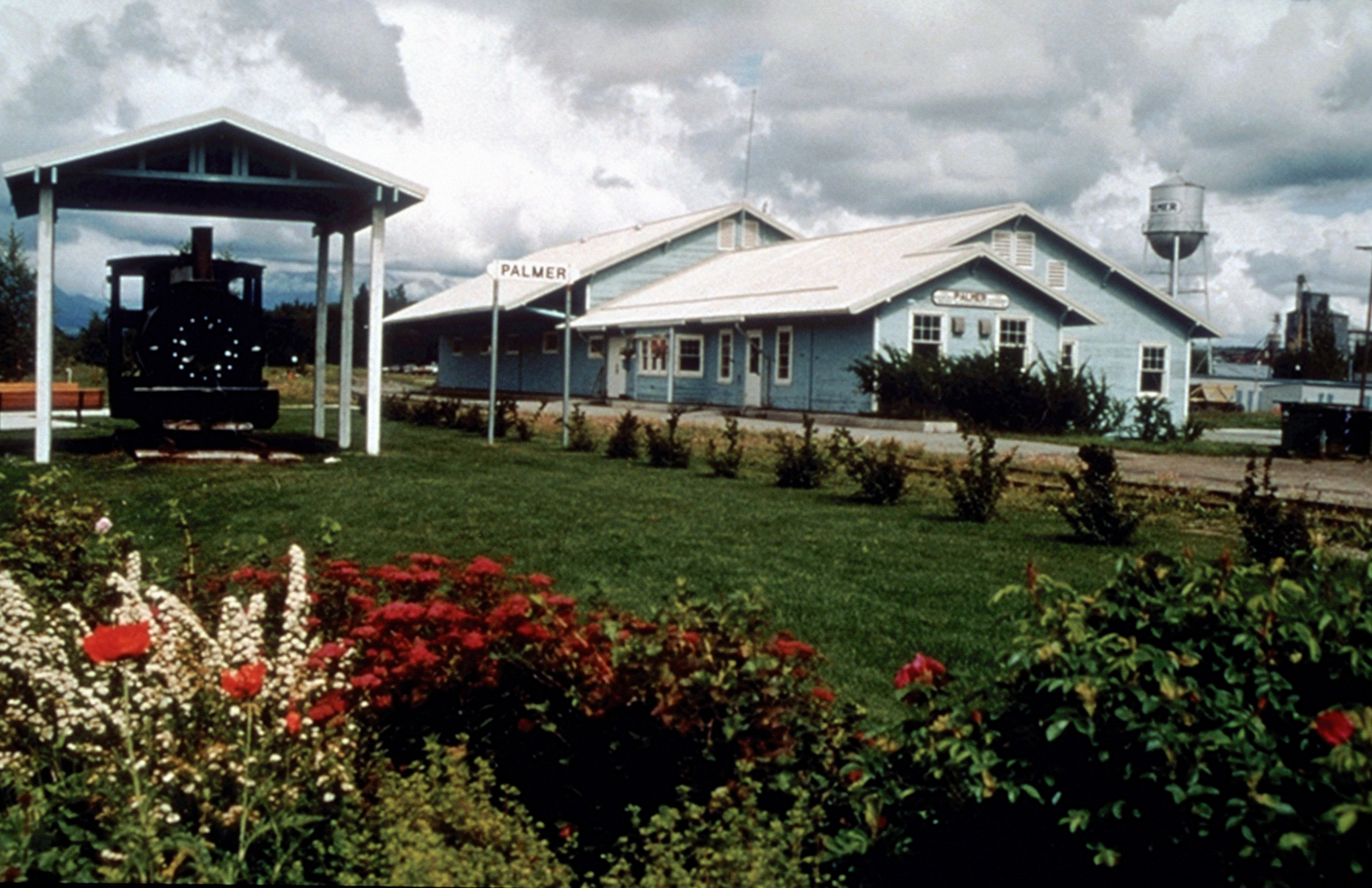
Palmer Depot

- Bailey Colony Farm
- Berry House
- Cunningham-Hall Pt-6,Nc-692W
- Herried House
- Hyland Hotel
- Independence Mines
- Matanuska Colony Community Center
- Palmer Depot
- Patten Colony Farm
- Puhl House
- Raymond Rebarchek Colony Farm
- United Protestant Church

## Talkeetna
- Curry Lookout
- Fairview Inn
- Kirsch’s Place
- Talkeetna Airstrip
- Talkeetna Historic District

## Wasilla
- Blanche and Oscar Tryck House
- Knik Site
- Teeland’s Country Store
- Wasilla Community Hall
- Wasilla Depot
- Wasilla Elementary School
- Whitney Section House